# Francie Swift
Frances Doretta „Francie“ Swift (* 27. März 1969 in Amarillo, Texas) ist eine US-amerikanische Schauspielerin.

## Leben und Karriere
Francie Swift stammt aus der Stadt Amarillo, im US-Bundesstaat Texas. Sie besuchte die Tascosa High School in ihrer Heimatstadt, die sie 1987 abschloss. Anschließend besuchte sie die State University of New York at Purchase, die sie 1991 mit dem Bachelor of Fine Arts beendete.
Ihre erste Rolle vor der Kamera übernahm sie bereits 1986 mit einem Auftritt im Film Vamp. 1992 spielte sie eine Flugbegleiterin im Filmdrama Der Duft der Frauen. 1994 war sie in einer kleinen Rolle in der Actionkomödie Machen wir’s wie Cowboys zu sehen. 1997 trat sie in der Rolle der Robin im Filmdrama Fall auf. Nach Gastauftritten in den Serien Homicide, Der Schattenkrieger und Ein Mountie in Chicago, war sie 2002 in der Rolle der Laren Wade in der Rom Com Ein Chef zum Verlieben zu sehen. Von 2001 bis 2002 war sie in verschiedenen Rollen in der Serie A Nero Wolfe Mystery zu sehen.
Anschließend übernahm sie unter anderem in den Serien Criminal Intent – Verbrechen im Visier, CSI: Miami, Six Degrees und Damages – Im Netz der Macht Gastrollen. 2006 war Swift im Filmdrama Heavens Fall, 2007 in Descent zu sehen. Ebenfalls 2007 übernahm sie in der Serie Gossip Girl als Anne Archibald eine wiederkehrende Rolle, die sie bis insgesamt 2011 darstellte. Von 2009 bis 2010 spielte sie eine kleine Rolle in der Serie Good Wife. 2010 trat sie in der Actionkomödie Cop Out – Geladen und entsichert in der Rolle der Pam auf. Weitere Serienauftritte folgten in Gravity, White Collar und Law & Order: Special Victims Unit, Person of Interest, House of Cards, Elementary, Sleepy Hollow und Bull. 
2010 stellte Swift im Kriminalfilm All Beauty Must Die die Rolle der Kelly Callender dar. Zwischen 2013 und 2014 war sie als Nina in der Serie Hostages zu sehen. 2017 trat sie im Thriller Vollblüter auf. Von 2016 bis 2017 spielte sie als Haylie Grimes eine Nebenrolle in der beiden Staffeln der Serie Outsiders.
Swift ist seit 2004 mit Brad Blumenfeld verheiratet. Sie sind Eltern von zwei Söhnen.

## Filmografie (Auswahl)
- 1986: Vamp
- 1989: Chill Factor
- 1992: Der Duft der Frauen (Scent of a Woman)
- 1994: Machen wir’s wie Cowboys (The Cowboy Way)
- 1995–2009: Law & Order (Fernsehserie, 3 Episoden)
- 1996: Gnadenlose Hörigkeit – Der teuflische Liebhaber (Kiss and Tell, Fernsehfilm)
- 1997: Deadly Lovers
- 1997: Fall
- 1997: Liberty! The American Revolution (Miniserie, 4 Episoden)
- 1998: Homicide (Fernsehserie, Episode 6x19)
- 1998: Der Schattenkrieger (Soldier of Fortune, Inc., Fernsehserie, Episode 2x03)
- 1999: Ein Mountie in Chicago (Due South, Fernsehserie, Episode 4x09)
- 2000: Der große Gatsby (The Great Gatsby, Fernsehfilm)
- 2001: A Day in Black and White
- 2001: World Traveler
- 2001–2006: A Nero Wolfe Mystery (Fernsehserie, 6 Episoden)
- 2002: Ein Chef zum Verlieben (Two Weeks Notice)
- 2003: Die Straßen von Philadelphia (Hack, Fernsehserie, Episode 2x03)
- 2004: Flug 323 – Absturz über Wyoming (NTSB: The Crash of Flight 323, Fernsehfilm)
- 2004: Criminal Intent – Verbrechen im Visier (Criminal Intent, Fernsehserie, Episode 4x01)
- 2005: CSI: Miami (Fernsehserie, Episode 4x02)
- 2006: Heavens Fall
- 2007: Descent
- 2007: Six Degrees (Fernsehserie, Episode 1x12)
- 2007: Damages – Im Netz der Macht (Damages, Fernsehserie, 2 Episoden)
- 2007–2011: Gossip Girl (Fernsehserie, 10 Episoden)
- 2009–2010: Good Wife (Fernsehserie, 5 Episoden)
- 2010: Cop Out – Geladen und entsichert (Cop Out)
- 2010: Gravity (Fernsehserie, 2 Episoden)
- 2010: White Collar (Fernsehserie, Episode 2x01)
- 2010: All Beauty Must Die
- 2010–2011: Law & Order: Special Victims Unit (Fernsehserie, 5 Episoden)
- 2011: Brief Reunion
- 2012: Person of Interest (Fernsehserie, Episode 2x08)
- 2013: House of Cards (Fernsehserie, 3 Episoden)
- 2013: Elementary (Fernsehserie, Episode 1x22)
- 2013–2017: Hostages (Fernsehserie, 7 Episoden)
- 2014: Sleepy Hollow (Fernsehserie, Episode 2x04)
- 2016–2017: Outsiders (Fernsehserie, 23 Episoden)
- 2017: Vollblüter (Thoroughbreds)
- 2019: Bull (Fernsehserie, Episode 3x12)